# Pszowska (Wodzisław Śląski)
Osiedle Pszowska w Wodzisławiu Śląskim – Jest to osiedle domków jednorodzinnych w dzielnicy Stare Miasto W skład tego osiedla wchodzą ulice Boczna, Wiklinowa, Marksa, Staszica, Cicha, Pszowska (do nr 160), Wilcza, Chabrowa, Liliowa, Koszykowa, Goździkowa, Sasankowa, Kąkolowa, Magnoliowa, Partyzantów, Krokusowa, Tulipanowa. Na terenie osiedla znajduje się Kościół pw. Św. Krzyża, a także Państwowa Straż Pożarna.